# Vigon Bamy Jay
Vigon Bamy Jay est un trio français de rhythm and blues, actif entre 2013 et 2015. 
Établi par M6, il se composait de chanteurs professionnels doté chacun d'une carrière. Vigon est né le 13 juillet 1945 à Rabat, au Maroc. Jay est né le 7 avril 1979 en Seine-Saint-Denis. Érick Bamy est né le 30 novembre 1949 en Guadeloupe et mort le 27 novembre 2014.

## Histoire
Le premier album intitulé Les Soul Men sort le 25 mars 2013 et devient disque d'or avec plus de 60 000 exemplaires vendus,. Il atteint la 7e place des charts français. Cet album comprend des reprises telles What I'd Say de Ray Charles, I'll Be There des Four Tops, Ain't No Sunshine de Bill Withers, Unchained Melody des Righteous Brothers ou Quand les hommes vivront d'amour d'Eddie Constantine. Le titre Feelings tiré de cet album est également classé.
Bénéficiant d'une vidéo, il est réédité le 25 novembre 2013. L'album voit également l'ajout de sept chansons. The Sun Died, Move on Up, Let's Stay Together, When a Man Loves a Woman, Avec le temps, Il est mort le soleil, Dis-lui sont enregistrées pour cette édition.
Leur deuxième album parait en avril 2015 après le décès d'Érick Bamy le 27 novembre 2014. Cet hommage à Elvis Presley a été enregistré l'été précédent. Le premier clip de cette galette dévoilé en janvier 2015 est Can't Help Falling in Love. Tourné à Los Angeles, il met en scène le trio et est dédié au chanteur décédé. La tournée qui suit la parution de cet album est assurée jusqu'à la fin de l'année 2015 par Vigon et Jay.

## Classements

### Albums
| Année | Album          | Meilleure position |
| Année | Album          | France             |
| ----- | -------------- | ------------------ |
| 2013  | Les Soul Men   | 7                  |
| 2015  | Love Me Tender | 37                 |

### Singles
| Année | Single        | Meilleure position | Album        |
| Année | Single        | France             | Album        |
| ----- | ------------- | ------------------ | ------------ |
| 2013  | Feelings      | 117                | Les Soul Men |
| 2013  | I'll Be There | -                  | Les Soul Men |

## Distinctions

### Talents France Bleu
| Année | Travail nommé  | Catégorie                     | Résultat |
| ----- | -------------- | ----------------------------- | -------- |
| 2013  | Vigon Bamy Jay | Talent Découverte France Bleu | Lauréat  |